# بیور ولی (آریزونا)
بیور ولی (به انگلیسی: Beaver Valley) یک منطقهٔ مسکونی در ایالات متحده آمریکا است که در شهرستان جیلا، آریزونا واقع شده‌است. بیور ولی ۳٫۹۰ کیلومتر مربع مساحت و ۷۶٬۲۳۸ نفر جمعیت دارد و ۱٬۵۱۰٫۰ متر بالاتر از سطح دریا واقع شده‌است.